# 李猶龍 (崇禎進士)
李猶龍（？年—1645年），字陽甫，號反玄，直隶长垣县人。明朝政治人物。

## 生平
萬曆四十三年（1615年）乙卯科中举，崇祯四年（1631年）辛未科进士。户部观政，五年授长沙府推官，十一年丁忧。。后官至開封府知府，顺治初被豫亲王多铎捕杀于军前。
孫李聘，字萃起，号伊庵，康熙丙辰科（1672年）进士，官宁都、陵水知县。